# Awe Seubal
Awe Seubal is een bestuurslaag in het regentschap Simeulue van de provincie Atjeh, Indonesië. Awe Seubal telt 521 inwoners (volkstelling 2010).